# Trachère
Cet article court présente un sujet plus développé dans : Cadeilhan-Trachère.
Ancienne commune des Hautes-Pyrénées, Trachère a existé jusqu’à 1801. 
Entre 1791 et 1801 elle a fusionné avec la commune de Cadeilhan pour former la nouvelle commune de Cadeilhan-Trachère.

## Toponymie

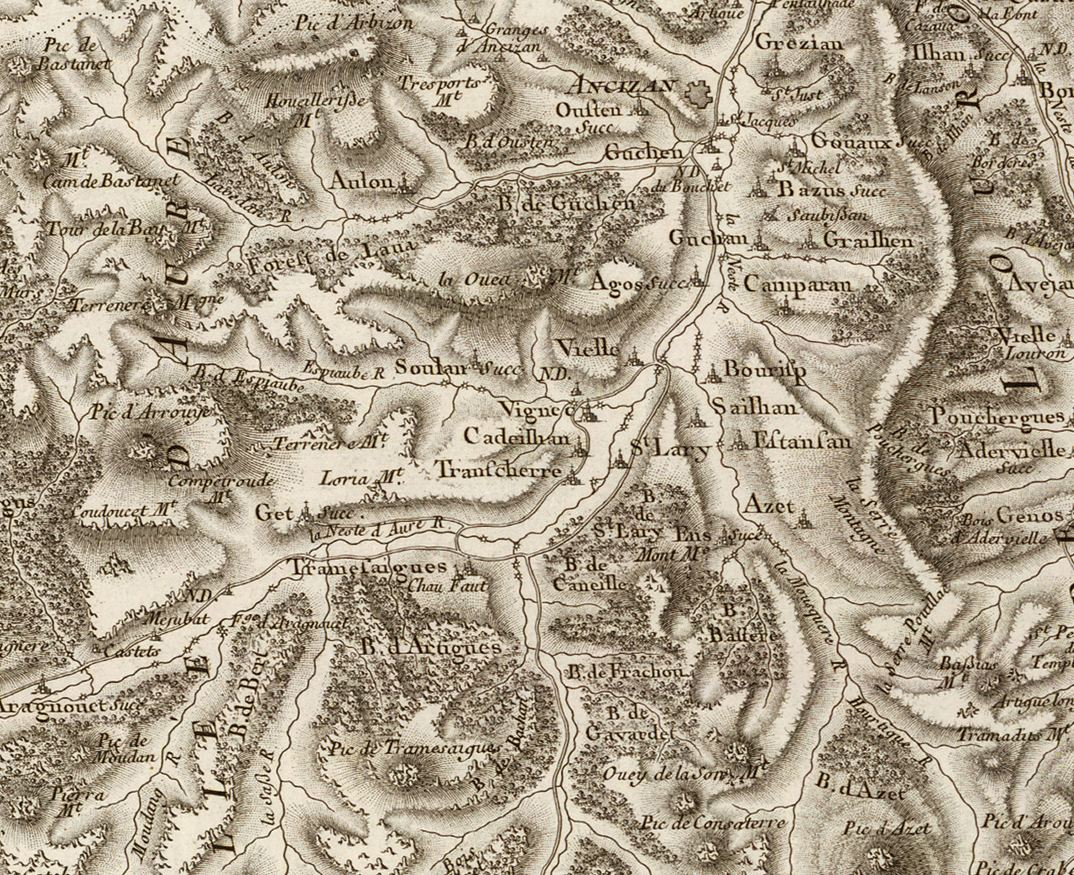
Extrait de la carte de Cassini (entre 1756 et 1789) situant Cadeilhan et Trachère séparément

On trouvera les principales informations dans le Dictionnaire toponymique des communes des Hautes Pyrénées de Michel Grosclaude et Jean-François Le Nail qui rapporte les dénominations historiques du village :

### Trachère
Dénominations historiques :
- Per de Traseras, P. de Traseres, (v. 1180, cartulaires de Bigorre) ;
- de Transserra, de Transera, latin (1387, pouillé du Comminges) ;
- Tranchere, (1790, Département 1) ;
- Tracherre, (1790, Département 2) ;
- Transcherre , (fin XVIIIe siècle, carte de Cassini).

Étymologie : du gascon trans (= au-delà ) et sèrra (= colline).
Nom occitan : Trashèrra.

### Historique administratif
Sénéchaussée d'Auch, pays des Quatre-Vallées, vallée d'Aure,  canton d'Arreau (1790-1801).

## Lieux et monuments
- Église Saint-Missolin, Saint-Blaise de Trachère.

Sélection de vues des monuments.
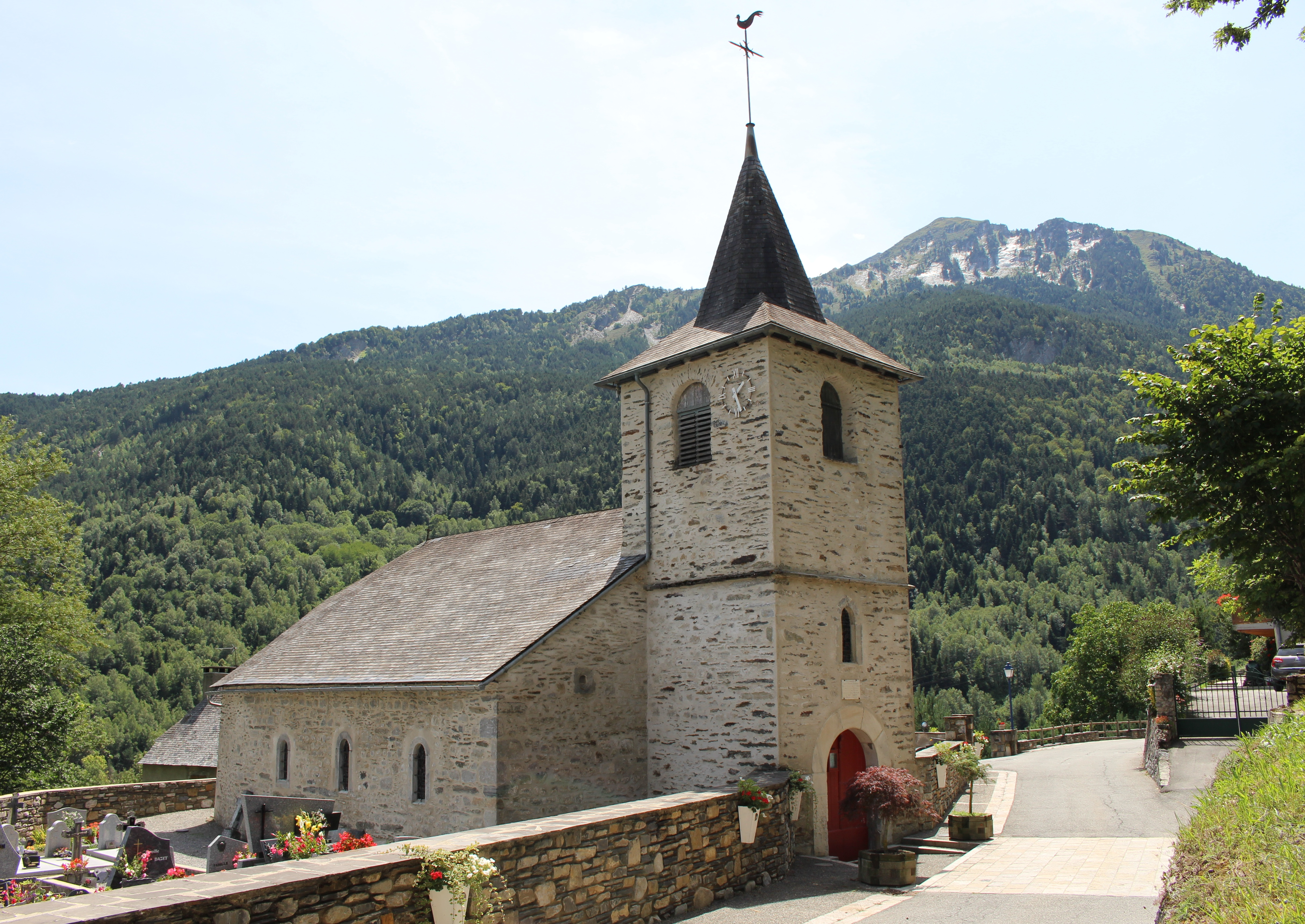
Église Saint-Missolin de Trachère.